# Нежные растяпы II
«Нежные растяпы 2» (нем. Zarlichte Chaoten 2) — фантастическая комедия режиссёра Хольма Дресслера 1988 года.

## Сюжет
Действие происходит в 30-х годах 21 века. Двое приятелей работают в НИИ будущего, которым заправляет безобразно бюрократичный директор герр Кнайт. Каждый рабочий день он превращает для героев в кошмар, стоит им немного опоздать на работу или же провести в туалете больше времени, чем следует. Но вот однажды в НИИ пришёл человек и принёс с собой портативную машину времени. Ознакомившись с устройством, приятели придумывают коварный план. Они отправляются в 80-е годы 20 века за некоторое время предположительного зачатия Кнайта, чтобы предотвратить это событие. Миссия терпит провал, когда оказавшись в 80-х, один из путешественников во времени встречает мать своего босса и влюбляется в неё. В итоге вернувшись назад в будущее и увидев, что у них получилось, герои возвращаются назад в прошлое, чтобы остаться там.

## В ролях
- Томас Готтшалк — Франк
- Гельмут Фишер — Ксавьер
- Майкл Уинслоу — Ронни
- Дебора Шелтон — Синди
- Дэвид Хасселхофф — миллионер-обольститель
- Джордж Маришка — герр Кнайц

## Отзывы
От фильма «Нежные растяпы 2» знаешь что ожидать. Иногда поверх комедии можно увидеть довольно тонкую сюжетную линию. Тем не менее подобные фильмы вновь и вновь манят зрителей в кинотеатры и к экранам телевизоров, и большинство посмотревших будет удовлетворено. Конечно фильм звёзд с неба не хватает, но это и не цель.— DVD-Digital

Второе издание успешной комедии. Хаос Готшалки, Уинслоу и опытных актёров в их поддержку переживают новые приключения, и плюс звёзды «Далласа» Дебора Шелтон, Йохен Буссе и Лиза Крейцер.— VideoWoche

Усталость от фарса, который в очередной раз пытаются выбить из популярности специалиста игровых шоу и телеведущего развлечений. Скучно и разочаровывающе.— Lexikon des internationalen Films